# Mickey en Arabia
Mickey en Arabia es un cortometraje animado de 1932 producido por Walt Disney Company y estrenado por Columbia Pictures. Walt Disney interpreta a Mickey Mouse y Marcellite Garner interpreta a Minnie. La fecha de su estreno está pensada el 18 de julio de 1932, pero también se cree que fue el 11 de julio del mismo año. Fue dirigido por Wilfred Jackson.

## Trama
Mickey & Minnie van en camello a través del desierto árabe y llegan a una ciudad animada. Al bajarse del camello, los ratones toman algunas fotografías divertidas mientras su camello sorbe el contenido de un barril de cerveza. Cuando Minnie se aleja de Mickey con su cámara para fotografiarle, un sultán la secuestra desde detrás de una valla.  Mickey les persigue, pero su camello ebrio poco le sirve; después de encontrar el palacio del sultán, el ratón escala la pared y, a través de una ventana, entra a un cuarto en el edificio, donde encuentra a Minnie gritando y evitando al enamorado sultán. Tras arrebatar a Minnie del sultán, Mickey se convierte en el objetivo del sultán y trata de apuntarle con su arma; Mickey esconde a Minnie en una maceta, y huyendo de los hombres armados del sultán, es perseguido por el sultán, fuera de la ventana, subiendo por la escalera que se dirige al tejado del palacio, de ahí al próximo edificio, donde vacía la maceta, sólo rescatando a Minnie de la caída en el borde del edificio, del cual él resbala por un ladrillo suelto. Mickey y Minnie caen a un toldo: el enfadado sultán, todavía en búsqueda, salta del mismo borde, donde Mickey cierra el toldo, haciendo que el sultán caiga; los hombres del sultán tiran abajo sus lanzas, con el objetivo de darles a Mickey y a Minnie, pero cierran otra vez el toldo y le caen encima al sultán, que después se va corriendo hacia la distancia.  Mickey llama a su camello, y, con Minnie, se van felizmente del lugar.